# Comisión Permanente de Constitución, Legislación y Justicia en Chile

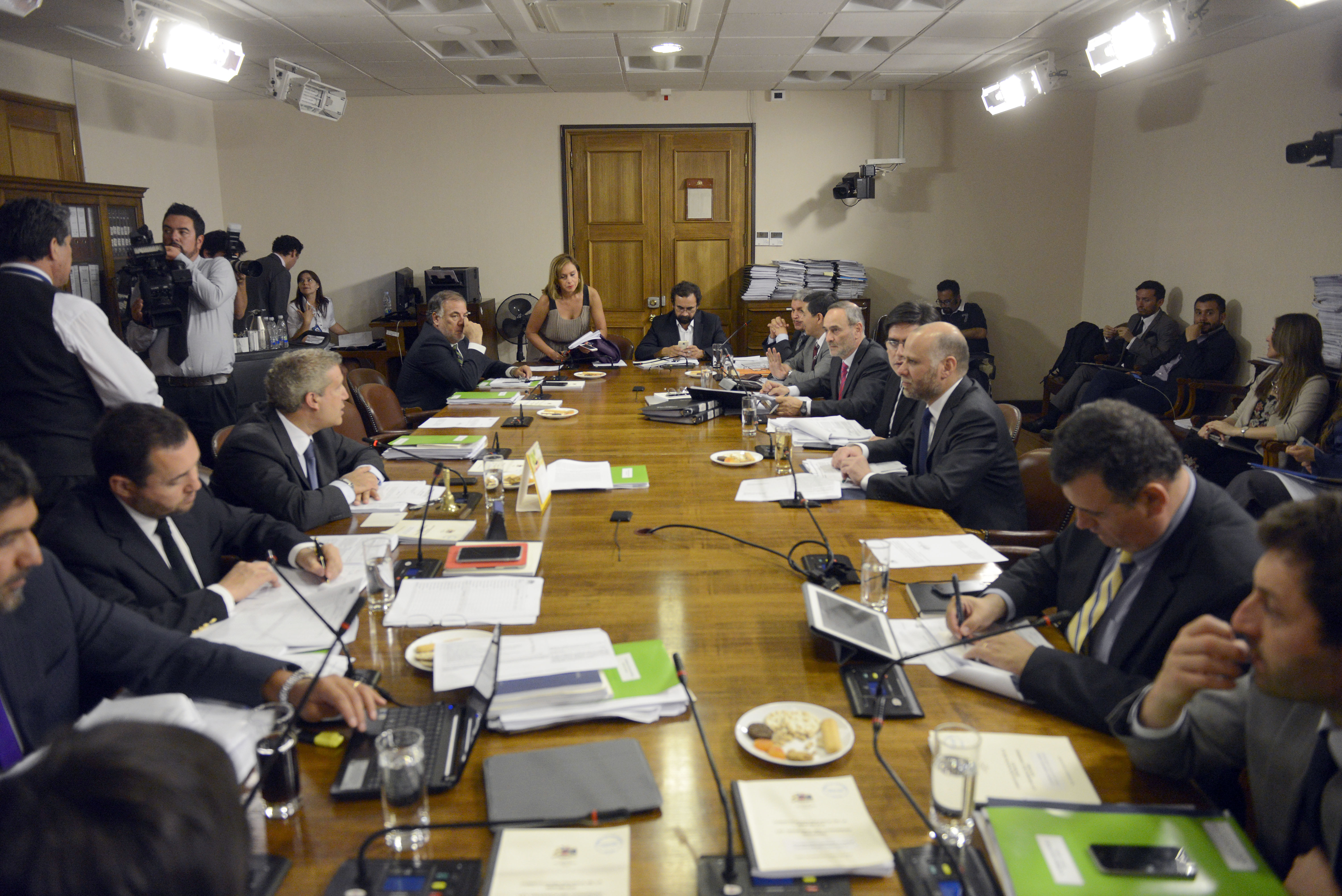
Sesión de la Comisión en enero de 2015.

La Comisión de Constitución, Legislación y Justicia de la Cámara de Diputados de Chile, corresponde a una de las comisiones permanentes de la Cámara de Diputados de Chile, en la cual, una serie de diputados formulan proyectos de ley referentes al tema del cual trata la comisión, en este caso, todas aquellas mociones destinadas a reformas constitucionales, modificaciones de leyes, sistema judicial chileno, leyes del Código Civil, del Penal, de Procedimientos, en general toda actividad legal y constitucional es revisada por esta Comisión.

## Historia
Fue creada en 1840, bajo el nombre de Comisión Permanente de Constitución, la que adhiere Legislación en 1886 y Justicia en 1925, esta última formaba una comisión independiente denominada Comisión de Justicia e Instrucción Pública, la cual entró en funciones en 1873, hasta su separación en 1925 y la fusión de Justicia a la Comisión de Constitución y Legislación. Mantuvo su nombre hasta 1973 y tras el retorno de la democracia (1990) volvió a formarse bajo el mismo nombre.

## Composición
La convocatoria a sesión debe ser realizada por los respectivos presidentes de las Comisiones.
Todas las Comisiones Permanentes son grupos de trabajo integrados por 5 senadores o 13 diputados cuya función es permitir el estudio detallado de los proyectos de ley y demás materias sometidas a conocimiento de la Cámara correspondientes, usualmente se recibe la opinión de expertos en la materia de que se trate y se ofrecen audiencias a organizaciones de la sociedad civil interesadas en el tema.

### Composición actual
En el LVI periodo legislativo del Congreso Nacional de Chile (2022-2026) la comisión está presidida por Karol Cariola Oliva (PCCh) para el período 2022-2023 e integrada por otros 12 diputados:
- Jorge Alessandri Vergara (UDI)
- Gustavo Benavente Vergara (UDI)
- Miguel Ángel Calisto (PDC)
- Marcos Ilabaca Cerda (PS)
- Pamela Jiles Moreno (PH)
- Raúl Leiva Carvajal (PS)
- Andrés Longton Herrera (RN)
- Catalina Pérez Salinas (RD)
- Luis Sánchez Ossa (PRCh)
- Diego Schalper Sepúlveda (RN)
- Leonardo Soto Ferrada (PS)
- Gonzalo Winter Etcheberry (CS)